# 카자흐스탄 요리

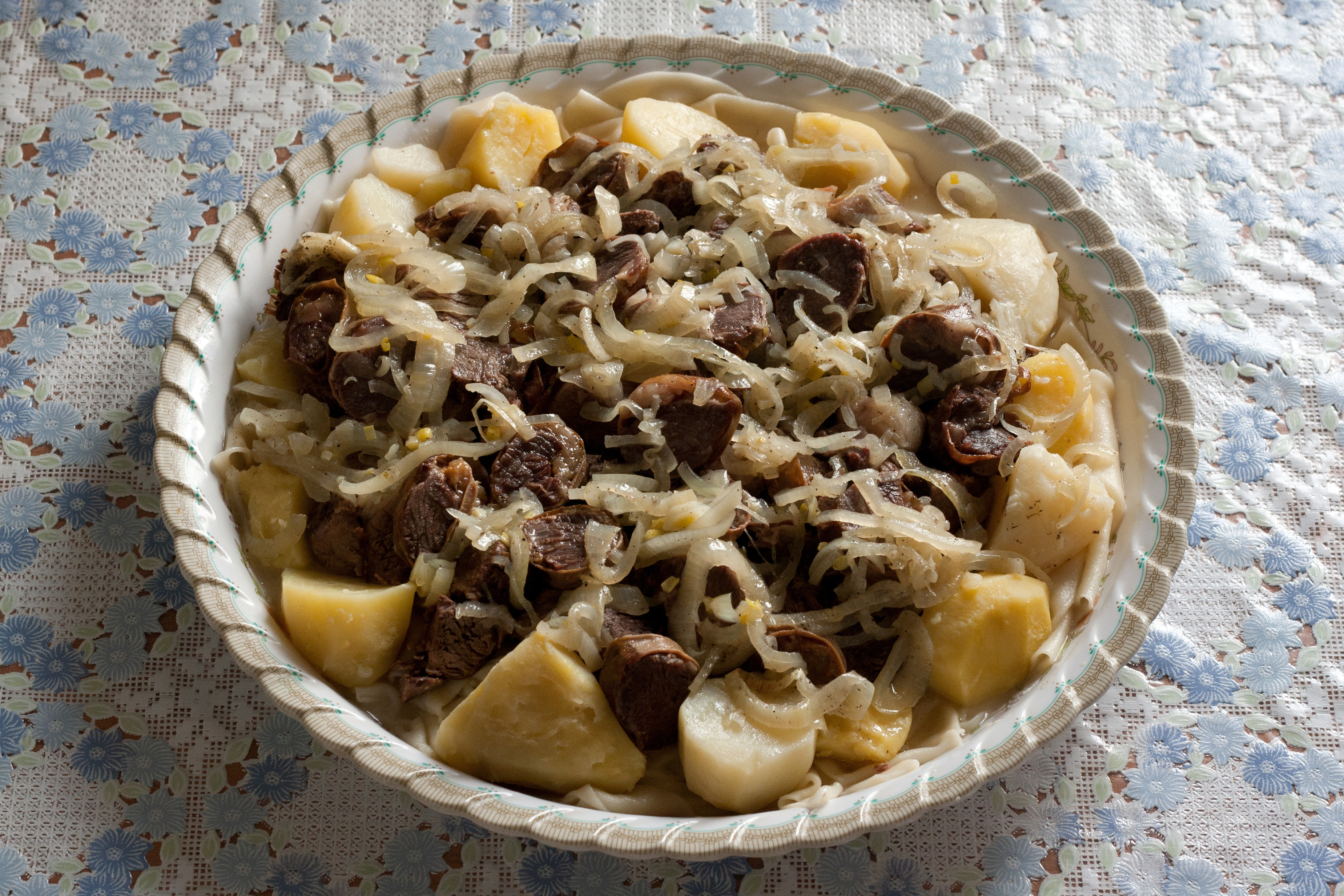
이트

카자흐스탄 요리(Kazakhstan 料理, 카자흐어: Қазақ асханасы 까자끄 아스하나스)는 중앙아시아에 있는 카자흐스탄의 요리이다. 전통적으로 양고기와 말고기에 의존하고 또한 많은 동물들의 젖으로 만든 유제품을 많이 섭취한다. 조리방식이나 주요한 음식 재료는 유목 생활에 상당한 영향을 받았다. 대부분의 조리 방법은 음식을 오래 보존하는 것에 집중되어있다.

## 전통/유명 요리

### 고기 요리
여러 가지 형태의 고기 조리 방식이 카자흐스탄 요리에서 쓰이는데, 그 예로 말고기로 만든 소시지가 있다. 또한 구운 양의 간과 신장, 폐 그리고 지방 따위로 만드는 , 고기를 삶아서 얇게 한 반죽과 같이 먹는 나 고급 음식으로 취급되는 말요리도 있다.
- 까즈
- 슈즈끄
- 쿠이르닥(카자흐어: қуырдақ)
- 이트
- 잘(카자흐어: жал)
- 베슈바르마크

### 전통 유제품
소, 양, 말의 젖으로 만든 것을 마시는데 암말의 젖을 발효한 것이나 낙타의 젖을 발효하여 먹기도 한다.
- 아이란(카자흐어: айран)
- 크므즈(카자흐어: қымыз)
- 슈바트, 찰(카자흐어: шұбат)